# Điền Quảng
Điền Quảng (chữ Hán: 田廣, ? – 203 TCN) là một vị vua chư hầu thời Hán Sở trong lịch sử Trung Quốc.

## Thân thế
Điền Quảng là người đất Địch, con của Tề vương Điền Vinh - cùng họ với Tề vương Kiến thời Chiến Quốc.

## Khôi phục nước Tề
Tháng bảy âm lịch năm 209 TCN, Trần Thắng khởi nghĩa ở đất Sở chống lại sự cai trị của nhà Tần. Trần Thắng xưng hiệu là Trương Sở vương. Các chư hầu nổi dậy hưởng ứng. Bác họ Điền Quảng là Điền Đam nổi dậy, giết chết huyện lệnh đất Địch của nhà Tần rồi tự lập làm Tề vương.
Năm 208 TCN, Điền Đam đánh Tần tử trận, Điền Vinh lập con Điền Đam là Điền Phất làm Tề vương. Hạng Vũ diệt nhà Tần, cải phong Điền Phất làm Giao Đông vương. Điền Vinh muốn Điền Phất chống lệnh Hạng Vũ nhưng Phất sợ Hạng Vũ nên chạy về Giao Đông. Điền Vinh bèn giết Phất và tự làm vua Tề.
Năm 205 TCN, vì Điền Vinh đánh giết các chư hầu do Hạng Vũ phong ở đất Tề (Điền Đô, Điền An) nên Hạng Vũ mang quân đánh Tề. Điền Vinh bỏ trốn và bị giết.
Điền Quảng cùng chú Điền Hoành bỏ trốn. Hạng Vũ tàn sát dân Tề khiến dân Tề phản lại. Nhân cơ hội đó, Điền Hoành và Điền Quảng thu thập được mấy vạn lính Tề đã đi trốn từ trước, làm phản ở Thành Dương. Điền Hoành lập Điền Quảng làm Tề vương. Điền Hoành làm tướng quốc nước Tề. Hạng vương vì vậy phải dừng lại, đánh mấy trận, nhưng không hạ được.
Trong khi đó Hán vương Lưu Bang mang quân đông tiến, vào kinh đô Bành Thành của Sở. Hạng vương phải mang quân về đánh, phá tan quân Hán. Hạng Vương đã nhận ra nguy cơ từ phía Lưu Bang nên chú tâm vào mặt trận phía tây với Hán vương. Điền Hoành và Điền Quảng nhân đó cũng xin giảng hòa với Sở, khôi phục lại nước Tề.

## Chống Hán thất bại
Chiến sự Hán và Sở giằng co nhiều năm, trong khi đó thì tướng Hán là Hàn Tín mang quân tiêu diệt một loạt chư hầu Ngụy (205 TCN), Triệu (204 TCN) và dụ hàng được nước Yên, áp sát biên giới nước Tề. Điền Hoành sai tướng Điền Gian ra trấn thủ biên giới phía tây để đề phòng quân Hán.
Năm 203 TCN, sứ giả của Hán vương là Lịch Tự Cơ đến nước Tề thuyết phục Tề vương Quảng theo Hán. Do thiên hạ đã nhiều nước về Hán, uy thế Hán vương có phần trội hơn so với Sở vương nên ông bằng lòng ngả theo Hán. Ông bèn giữ Lịch Tự Cơ ở lại Lâm Tri khoản đãi và hạ lệnh cho tướng Điền Gian triệt thoái quân trấn thủ ở biên giới về.
Trong lúc Tề vương Quảng yên tâm có hòa bình với Hán thì Hàn Tín lại nghe theo mưu sĩ Khoái Triệt, mang quân từ nước Triệu đánh úp nước Tề ở Lịch Hạ. Tề vương Quảng và Điền Hoành cho rằng mình bị Lịch Tự Cơ lừa gạt, bèn sai bỏ Tự Cơ vào vạc nấu chết.
Quân Hàn Tín kéo thẳng đến Lâm Tri. Trong lúc rối loạn, Tề vương Quảng chạy về Cao Mật, còn tướng quốc Điền Hoành chạy về Bắc Dương. Thế yếu, ông sai sứ đến cầu cứu nước Sở. Hạng Vũ sai Long Thư và Chu Lan mang quân cứu Tề. Tề Vương Quảng cùng Long Thư hợp binh đánh nhau với Hàn Tín. Nhưng Long Thư bị mắc mưu Hàn Tín và bị bại trận ở sông Tuy Thủy. Bản thân Long Thư bị giết, quân Tề cũng bị đánh bại.
Tề vương Quảng và Điền Gian chạy trốn đến đất Thành Dương. Hàn Tín mang quân đuổi theo. Ông và Điền Gian bị quân Hán bắt và giết chết.
Điền Quảng làm Tề vương được 2 năm (205 – 203 TCN). Chú ông là Điền Hoành nghe tin ông mất bèn tự lập làm Tề vương, tiếp tục chống Hán.